# Metronome All-Stars
Metronome All-Stars war eine US-amerikanische All-Star-Formation des Swing bzw. Modern Jazz, die nur für Schallplatten-Aufnahmen und einige Konzerte in New York City zusammenkam.

## Geschichte
Die Zeitschrift Metronome gehörte in den 1940er Jahren neben dem Down Beat und dem Esquire zu den führenden Jazz-Zeitschriften der USA. Herausgeber waren George T. Simon und  Barry Ulanov. Zwischen 1939 und 1961 fanden jährliche Leserumfragen, sogenannte Polls statt; aus den Gewinnern in den jeweiligen Instrument-Kategorien wurden 1939-42, 1946-1948, 1949-1951, 1953 und noch einmal 1956 jeweils All-Star-Formationen zusammengestellt, die in Sessions zumeist zwei Plattenseiten aufnahmen. Die frühen Gewinner waren zunächst Swing-orientierte Musiker; die späteren Sieger bestanden zum Teil aus den bekanntesten Musikern des Bebop und Cool Jazz, wie Dizzy Gillespie, Miles Davis und Charlie Parker sowie Stan Getz und Lennie Tristano. 

## Besetzungen
- All Star Band 1939: mit Bunny Berigan, Sonny Dunham, Charlie Spivak, Harry James, Tommy Dorsey, Jack Teagarden, Benny Goodman, Hymie Schertzer, Eddie Miller, Arthur Rollini, Bob Zurke, Carmen Mastren, Bob Haggart, Ray Bauduc
- The Metronome All-Stars 1940: All-Star Strut. Aufgenommen mit Harry James, Jack Teagarden, Benny Goodman, Benny Carter, Eddie Miller, Jess Stacy, Charlie Christian, Bob Haggart, Gene Krupa, sowie auf der Aufnahme des King Porter Stomp zusätzlich Ziggy Elman, Charlie Spivak, Jack Jenney, Toots Mondello, Charlie Barnet.
- Metronome All-Stars 1941: One O’Clock Jump/Bugle Call Rag. Aufgenommen mit Harry James, Ziggy Elman, Cootie Williams, Tommy Dorsey, J. C. Higginbotham, Benny Goodman, Benny Carter, Toots Mondello, Coleman Hawkins, Tex Beneke,[2] Count Basie, Charlie Christian, Artie Bernstein, Buddy Rich.[3]
- Metronome All Star Leaders 1942: Cootie Williams, J. C. Higginbotham, Benny Goodman, Benny Carter, Charlie Barnet, Count Basie, Alvino Rey, John Kirby, Gene Krupa
- Metronome All Star Band 1946: Sonny Berman, Pete Candoli, Harry Edison, Neal Hefti, Rex Stewart, Cootie Williams, Will Bradley, Tommy Dorsey, Bill Harris, J.C. Higginbotham, Buddy DeFranco, Herbie Fields, Johnny Hodges, Georgie Auld, Flip Phillips, Harry Carney, Red Norvo, Teddy Wilson, Billy Bauer, Tiny Grimes, Chubby Jackson, Dave Tough, und Sy Oliver bzw. Duke Ellington (cond); als Vokalisten auf zwei Titeln mit einer kleineren All-Star-Besetzung Frank Sinatra bzw. June Christy
- Metronome All-Stars 1947: Dizzy Gillespie, Bill Harris, Buddy DeFranco, Flip Phillips, Nat King Cole, Billy Bauer, Eddie Safranski, Buddy Rich; auf dem Titel Metronome Riff zusätzlich mit Stan Kenton and His Orchestra.
- Metronome All-Stars 1949: Overtime/Victory Ball.[4] Aufgenommen mit Dizzy Gillespie, Miles Davis, Fats Navarro, Jay Jay Johnson, Kai Winding, Buddy DeFranco, Charlie Parker, Charlie Ventura, Ernie Caceres (bs), Lennie Tristano, Billy Bauer, Eddie Safranski, Shelly Manne sowie Pete Rugolo (arr, dir),
- Metronome All-Stars 1950: Double Date & No Figs (Kompositionen von Lennie Tristano)[5], mit Dizzy Gillespie, Kai Winding, Buddy DeFranco, Lee Konitz, Stan Getz, Serge Chaloff, Lennie Tristano, Billy Bauer, Eddie Safranski, Max Roach
- Metronome All-Stars 1951: Local 802 Blues/Early Spring. Aufgenommen mit George Shearing, Stan Getz, Miles Davis, Serge Chaloff, Lee Konitz, John LaPorta, Max Roach, Billy Bauer, Terry Gibbs, Eddie Safranski, Kai Winding
- Metronome All-Stars 1953: Roy Eldridge, Kai Winding, John LaPorta, Warne Marsh, Lester Young, Terry Gibbs, Teddy Wilson, Billy Bauer, Eddie Safranski, Max Roach, Billy Eckstine
- Metronome All-Stars 1956: Thad Jones, Eddie Bert, Tony Scott, Lee Konitz, Al Cohn, Zoot Sims, Serge Chaloff, Teddy Charles, Billy Taylor, Tal Farlow, Charles Mingus, Art Blakey. Auf dem Album Metronome All-Stars 1956 sind auch Count Basie Orchestra mit Ella Fitzgerald und Joe Williams zu hören.[6]

## Auswahldiskographie
- The Metronome All-Star Bands. RCA ND 87636